# Microsoft PowerToys
Microsoft PowerToys é uma coleção de aplicações de software fornecida pela Microsoft para o sistema operativo Microsoft Windows.
Não estão integradas no Windows, uma vez que a sua data de lançamento foi posterior à do sistema operativo. Também não existe apoio técnico específico para a coleção, uma vez que não estão sujeitos aos mesmos testes que os outros componentes do sistema operativo.

## Aplicações, versão XP
Os PowerToys originais são apenas para o sistema operativo Windows XP e não funcionam no Windows Vista ou no Windows 7 ou em versões anteriores, exceto o gerador de diapositivos de CD, que pode ser utilizado no Windows-9x.
A partir de abril de 2010, a coleção inclui as seguintes aplicações:
- Abrir janela de comando aqui (Open Command Window Here). Adiciona o menu de contexto com a opção Abrir janela de comando aqui' (cmd.exe) nas pastas de ficheiros do sistema.
- Virtual Desktop Manager. Permite-lhe gerir até quatro ambientes de trabalho a partir da barra de tarefas.
- Lupa da Barra de Tarefas. Permite adicionar uma barra de ferramentas à barra de tarefas com uma ampliação do ecrã.
- Assistente de apresentação de diapositivos HTML (HTML Slide Show Wizard''). Assistente para a apresentação e subsequente carregamento na Web de apresentações de diapositivos a partir de fotografias em formato HTML.
- Redimensionador de imagens (Image Resizer''). Permite redimensionar um ou vários itens de cada vez a partir de um menu suspenso com o botão direito do rato
- ClearType Tuner (Sintonizador ClearType). Facilita a leitura do texto apresentado no ecrã.
- Gerador de CD Slide Show (Gerador de CD Slide Show). Permite gravar um CD-ROM com uma apresentação de diapositivos a partir de imagens digitais.
- Webcam Timershot (Webcam Timershot). Permite tirar fotografias a uma hora específica a partir de uma webcam.
- Power Calculator. Calculadora poderosa que interpreta gráficos e efectua vários tipos de conversões.
- RAW Image Thumbnailer and Viewer. Visualizador de imagens no formato RAW.
- Substituição de Alt-Tab. Altera a funcionalidade das janelas quando se pressiona as teclas Alt - ⇆ Tabpara mostrar, além do ícone, uma imagem da aplicação aberta.
- SyncToy. Ferramenta de sincronização de pastas.
- Tweak UI. Interface para aceder às definições do sistema que não aparecem na interface de utilizador predefinida para o Windows XP.

## Aplicações, versão Windows 10
Em maio de 2019, a equipa de desenvolvimento da Microsoft relançou o projeto licença MIT para Windows 10 e incluiu inicialmente dois utilitários:
- Botão maximizar para novo ambiente de trabalho: Quando o utilizador passa o ponteiro sobre o botão maximizar/restaurar, aparece uma opção para enviar a aplicação correspondente maximizada para um novo ambiente de trabalho.
- Guia de Atalhos de teclado para o ambiente de trabalho: aparece quando se mantém premida a Tecla do Windows durante mais de um segundo.